# Merle (cães)

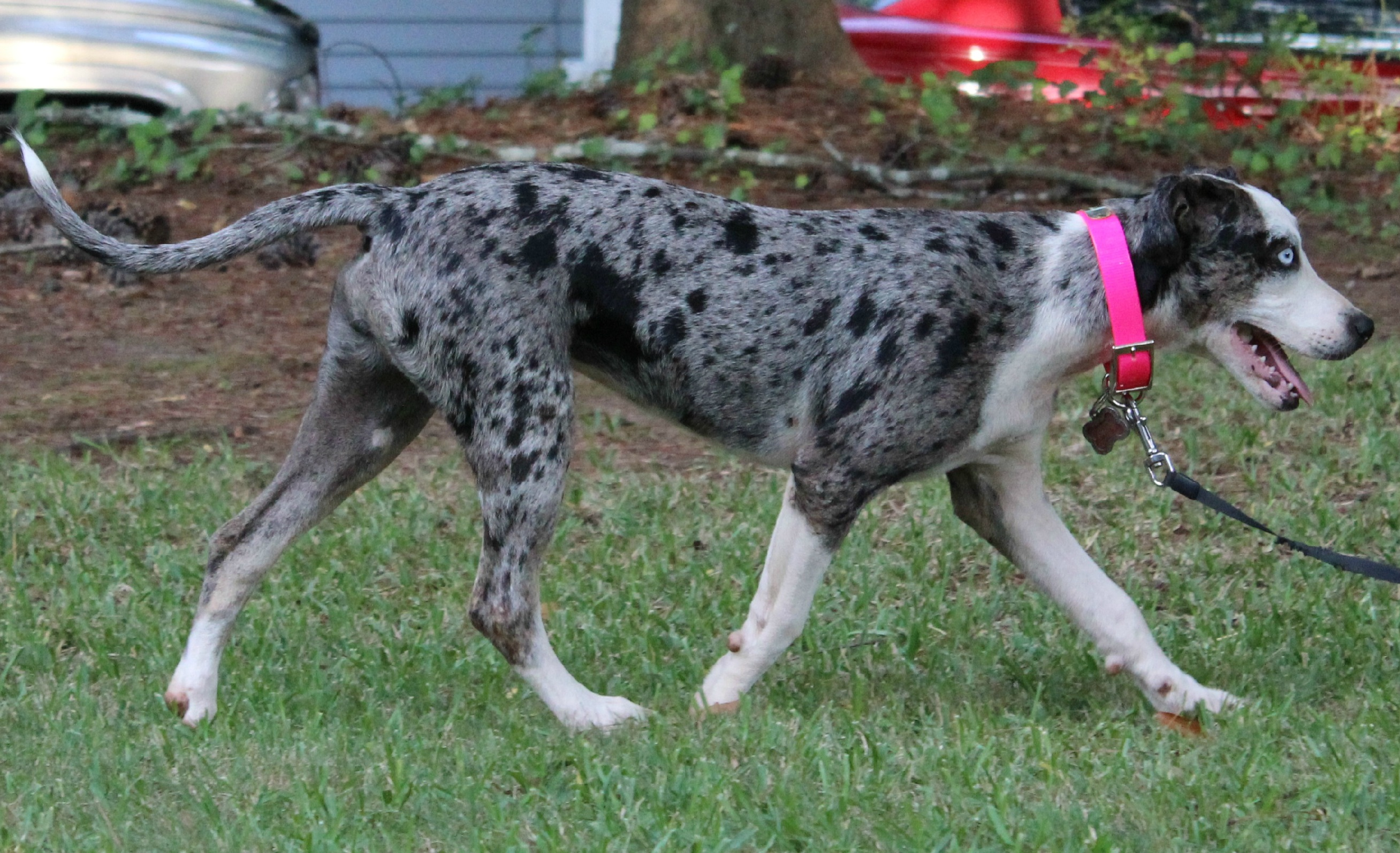
Jovem cão leopardo de catahoula com pelagem merle azul

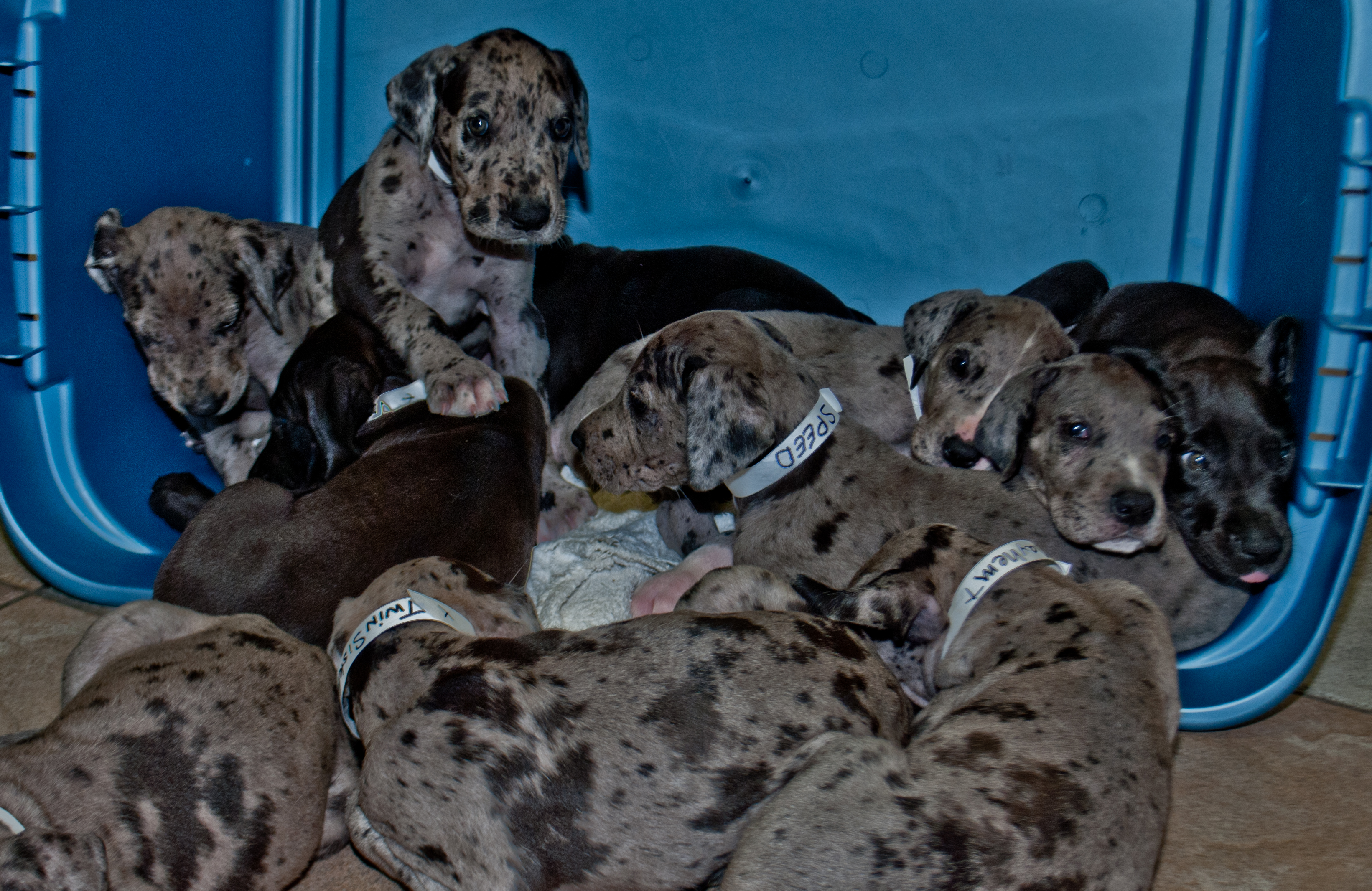
Vários filhotes merle de dogue alemão

Merle é um padrão de pelagem em cães. Ocorre em diferentes cores e raças de cães. O gene merle causa manchas sobre uma pelagem de cor sólida ou bicolor; também causa olhos azuis ou heterocromia; e pode afetar o pigmento da pele. Problemas de saúde são mais típicos e graves quando dois cães merles são acasalados para produzir uma prole, por isso é recomendado que um cão merle seja acasalado apenas com cães de pelagem de cor sólida, ou que seja castrado.

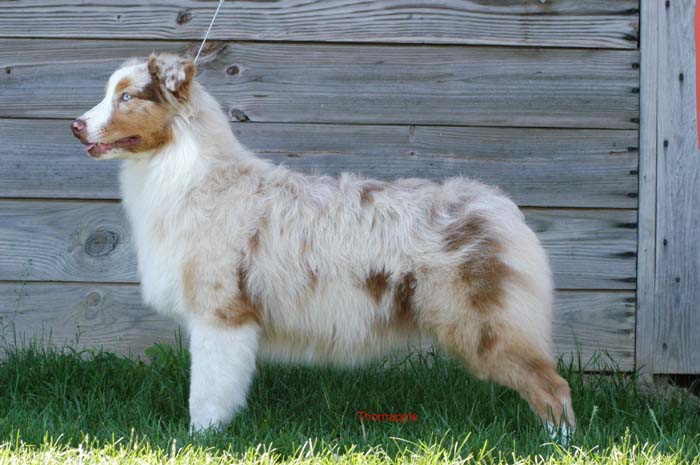
Um pastor-australiano merle vermelho

## Raças
Merle é uma marca distintiva de várias raças, particularmente o pastor australiano e cão leopardo de catahoula, e aparece em outras, incluindo o pastor-de-shetland, vários collies, o Welsh corgi cardigan, o pastor-dos-pirenéus-de-pelo-curto, o old english sheepdog, o Bulldog, o Chihuahua e o Pastor-de-bergamasco. Nos dachshunds a marcação merle é conhecida como "dapple". O gene merle também desempenha um papel na produção de dogue alemão e Beauceron.
Dependendo da raça, registro ou país, o padrão merle pode ser registrado pelo kennel clube mas não é permitido participar em shows de conformação, e a pelagem pode não ser aceita no padrão da raça, desqualificando-o da exposição. Também pode haver requisitos adicionais, como quando a pelagem é permitida, mas o cão deve ter olhos completamente escuros, não azuis.
A pelagem merle é às vezes introduzida a outras raças puras de cães através de cruzamentos, mas estes cães frutos destes cruzamentos não são de raça pura e não podem ser registrados em nenhum kennel clube respeitável.

## Base genética

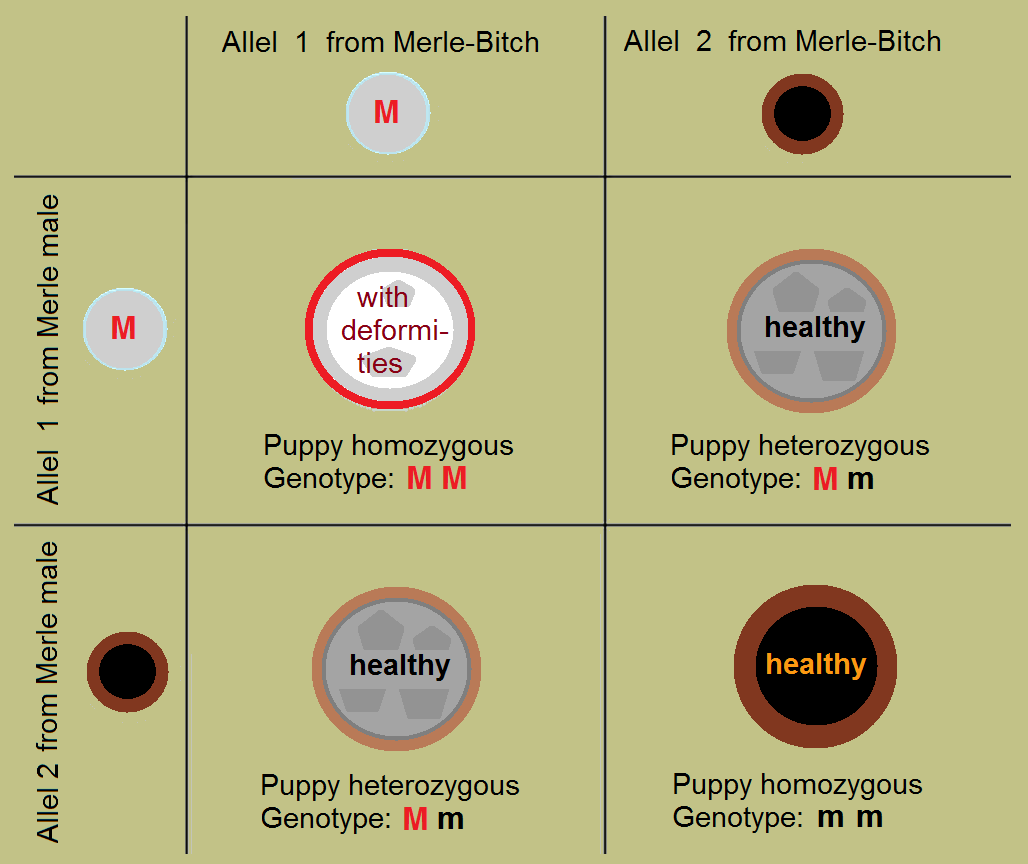
Esquema mostrando as possíveis consequências da reprodução entre dois cães merle.

Merle é na verdade um heterozigoto de um gene incompletamente dominante. Se dois desses cães forem acasalados, em média, um quarto dos filhotes será "merle duplo", que é o termo comum para cães homozigotos de merle, e uma alta porcentagem desses filhotes pode ter defeitos oculares e/ou surdez. Criadores experientes e responsáveis que querem produzir filhotes merle, acasalam um cão merle com um cão não-merle; cerca de metade dos filhotes serão merle e nenhum deles terá defeitos de visão ou de audição associados a cães duplo merle.
Em janeiro de 2006, cientistas da Universidade Texas A&M anunciaram a descoberta de uma unidade genética móvel chamada de retrotransposão, responsável pela mutação merle em cães. O merle pode ser testado e identificado através do DNA em casos onde não é visível na pelagem.
Um merle fantasma é aquele que é difícil de identificar visualmente. Recomenda-se que, se um criador não tiver certeza se seu cão é merle ou não, que ele seja testado em laboratório para o gene merle.

## Problemas de saúde

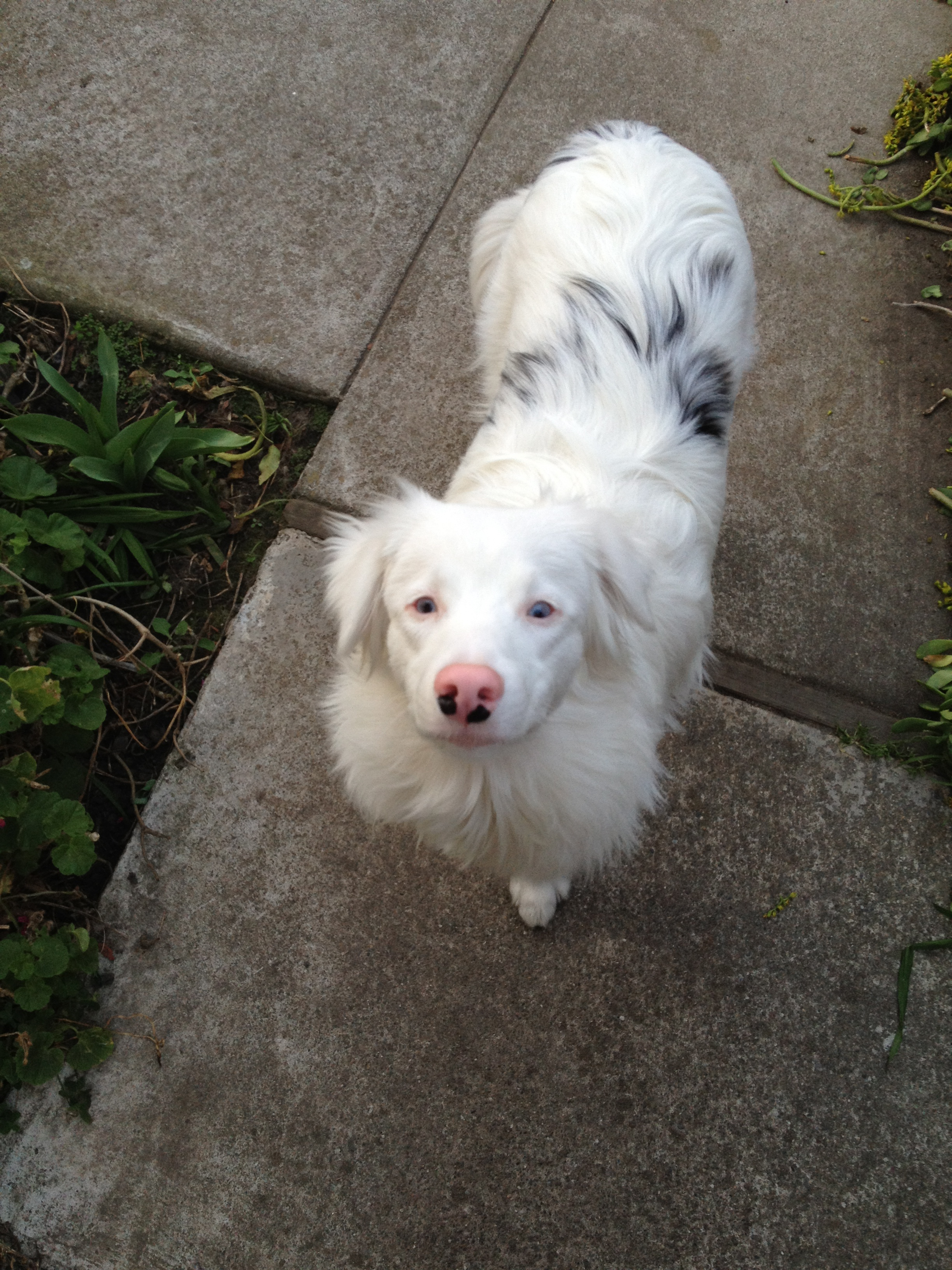
Um pastor-australiano merle homozigoto surdo de 8 meses de idade.

Cães com duas cópias do gene merle (merle homozigoto ou "merle duplo") têm uma chance ainda maior de nascerem surdos. O The Kennel Club do Reino Unido reconheceu o risco de saúde associado ao merle homozigoto e parou de registrar filhotes produzidos de acasalamentos de merle com merle em 2013. Acasalamento de merle com merle é atualmente proibido em três raças. Pesquisas recentes indicam que a maioria dos problemas de saúde ocorre em cães portadores de genes piebald e merle. O gene piebald é indicado por áreas brancas no pêlo do cão.
A supressão de células pigmentares (melanócitos) na íris e na estria vascular da cóclea (ouvido interno) produz olhos azuis e surdez. Um distúrbio de pigmentação auditiva em humanos, a síndrome de Waardenberg, reflete alguns dos problemas associados com cães merle heterozigotos e homozigotos e a pesquisa genética em cães foi realizada com o objetivo de melhor compreender a base genética dessa condição humana.

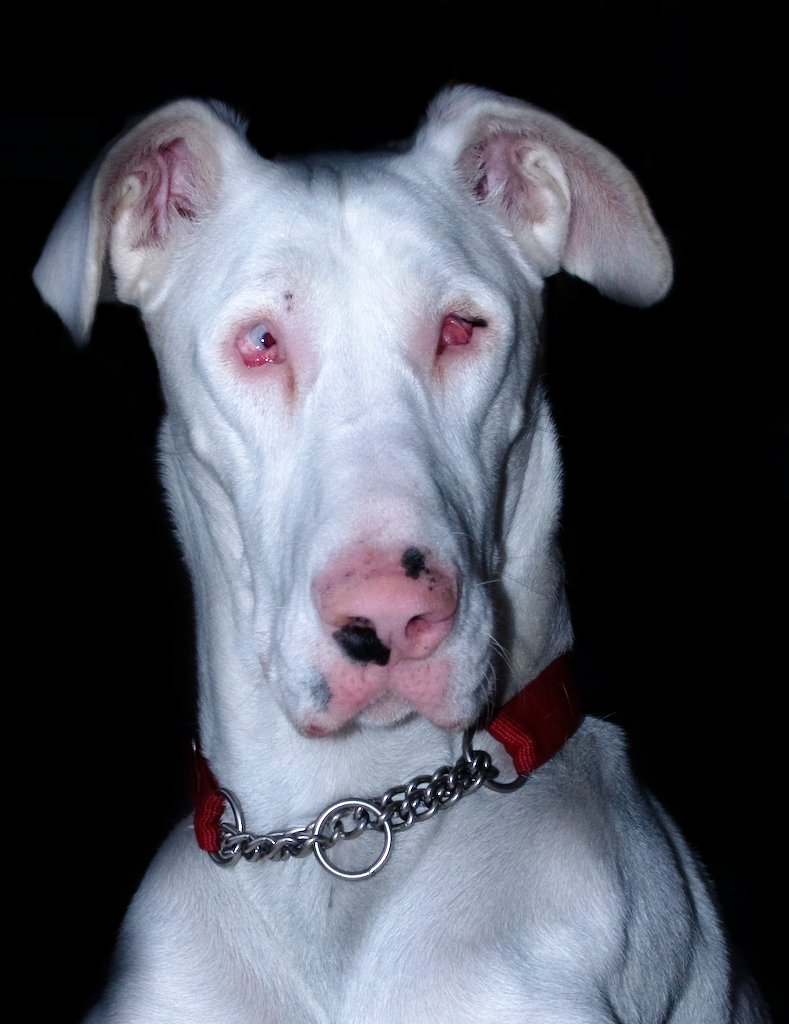
Uma mestiço de Dogue alemão homozigoto para merle, exibindo microftalmia bilateral.

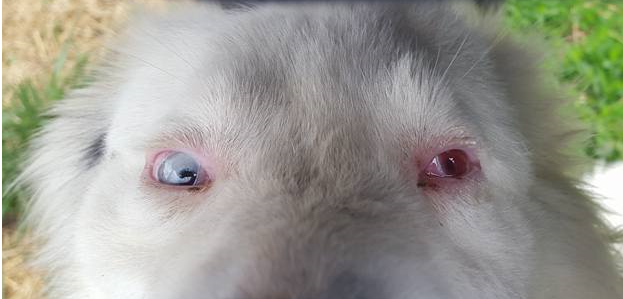
Pastor australiano homozigoto para merle, detalhe dos olhos.

### Defeitos oculares
Cães que são homozigotos para o gene do padrão merle geralmente apresentam déficits visuais e auditivos. Estes cães são por vezes referidos como 'merle duplo'. Defeitos oculares incluem microftalmia, condições que causam aumento da pressão ocular e colobomas, entre outros. Os cães merle duplo podem ser surdos ou cegos, ou ambos, e podem portar defeitos oculares em olhos azuis ou coloridos. Atualmente, nenhum estudo foi feito para provar se o gene merle afeta ou não os olhos, causando cegueira.

### Defeitos auditivos
Em um estudo com 38 cães da raça dachshund realizado por um pesquisador alemão, a perda auditiva parcial foi encontrada em 54,6% dos cães merle duplos e 36,8% dos merles. Um em cada onze (9,1%) merle duplos era totalmente surdo, enquanto nenhum dos merle simples era. Outro estudo feito pela Universidade Texas A&M descobriu que, de 22 merles duplos, 8 eram completamente surdos e dois eram surdos em um ouvido. Dos 48 merles simples, apenas um era surdo em um ouvido e nenhum era completamente surdo. Em outro estudo com 70 cães, 15 deles da raça Catahoula Cur, 4 eram surdos, enquanto 86% dos merles duplos de outras raças eram surdos.

## Galeria

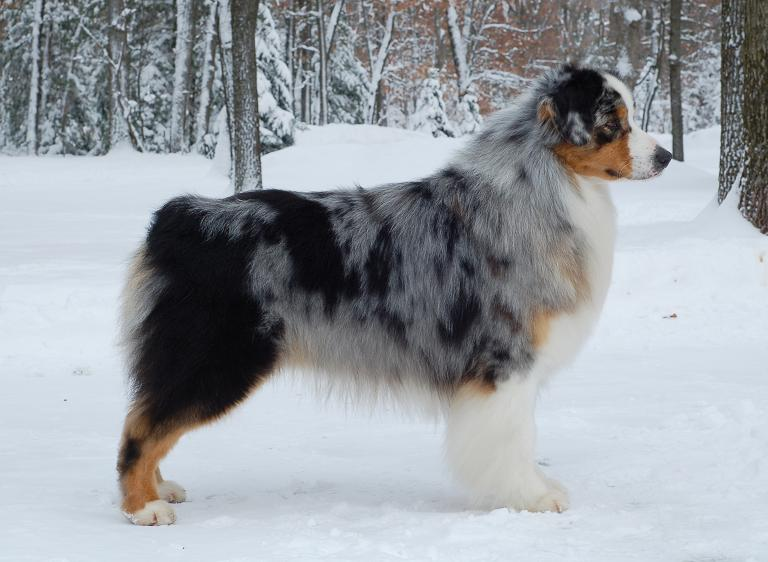
Pastor-australiano merle
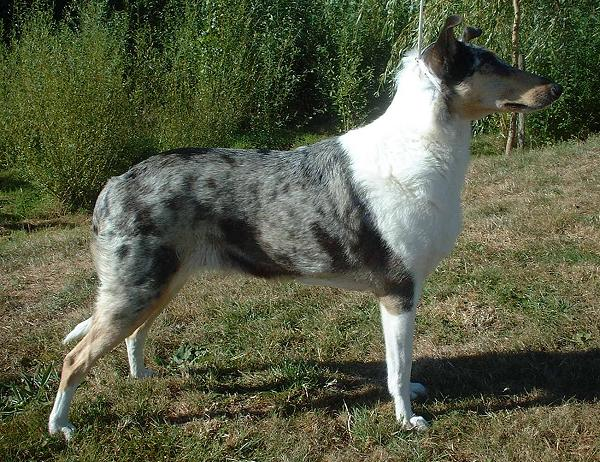
Smooth Collie merle
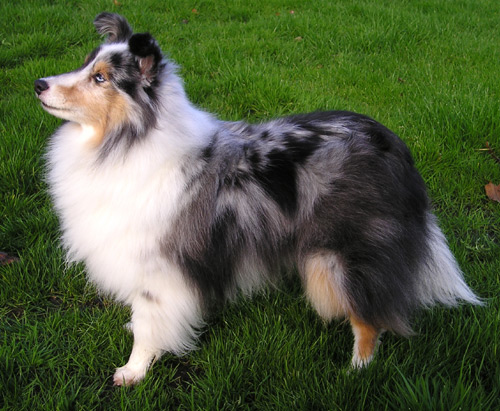
Pastor-de-Shetland merle
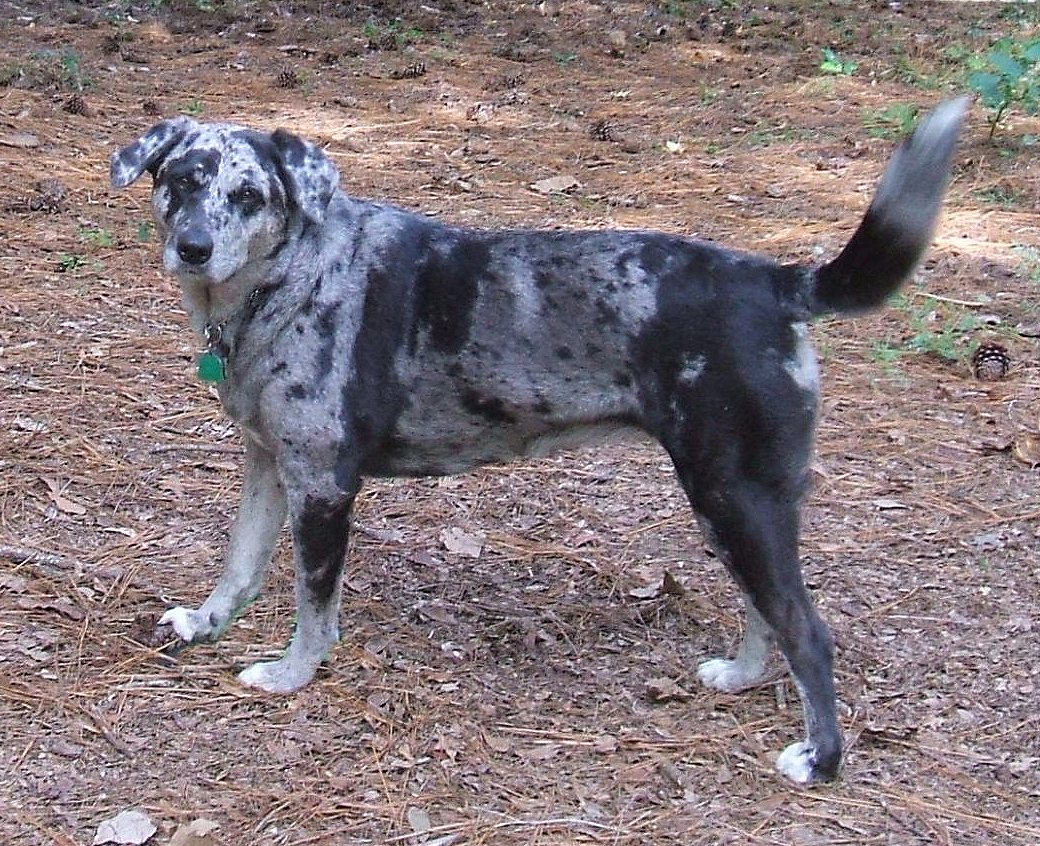
Catahoula cur merle
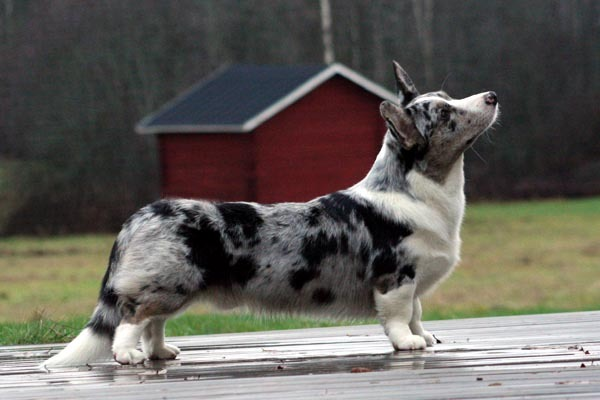
Cardigan Welsh Corgi merle
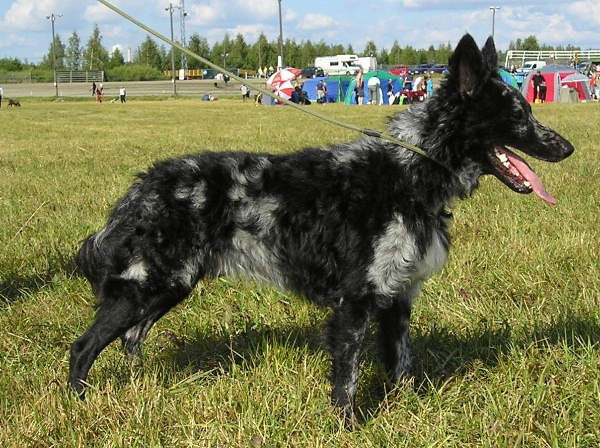
Mudi merle
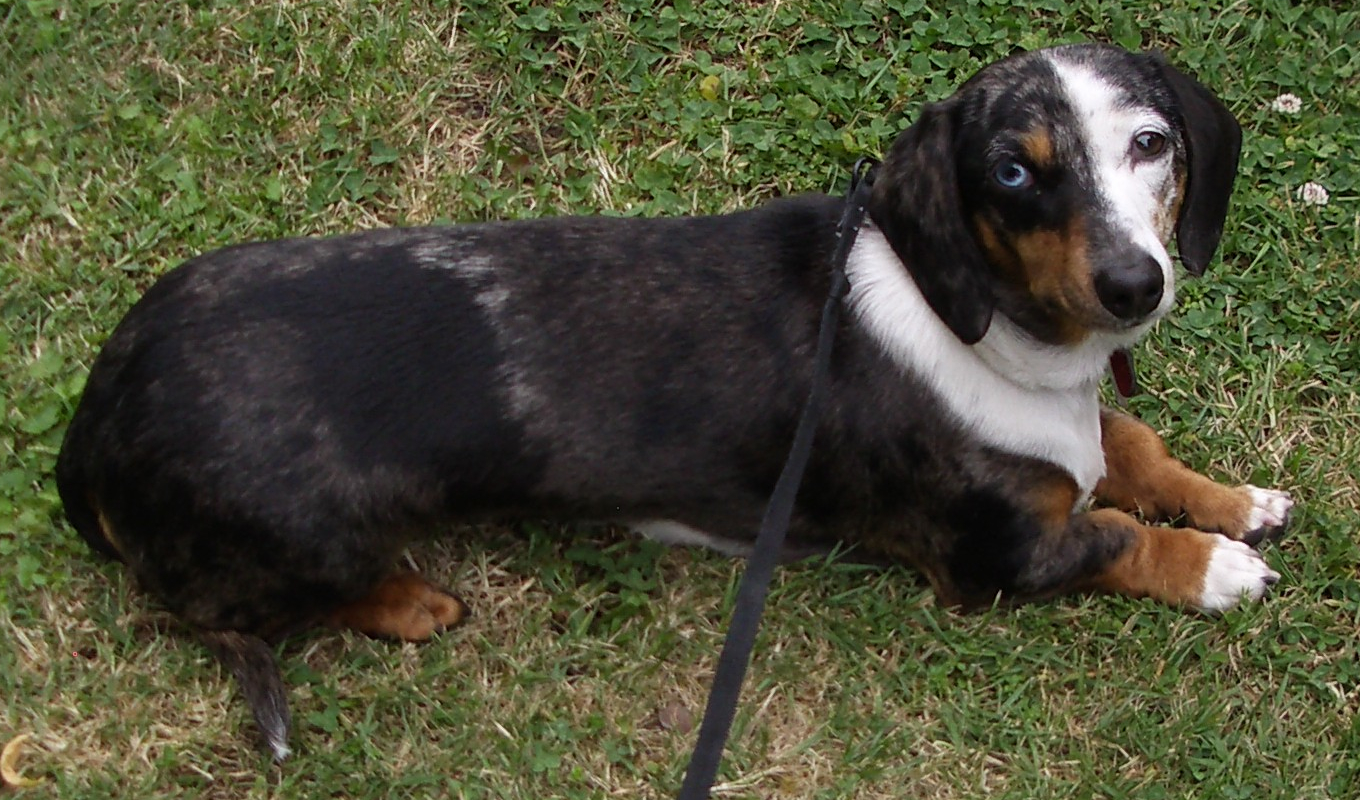
Dachshund merle
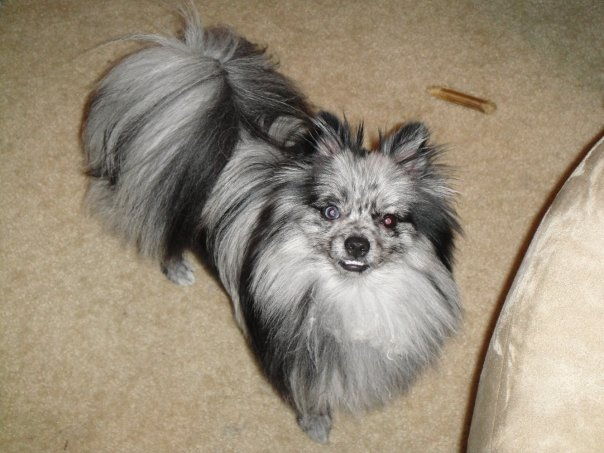
Spitz-alemão-anão merle
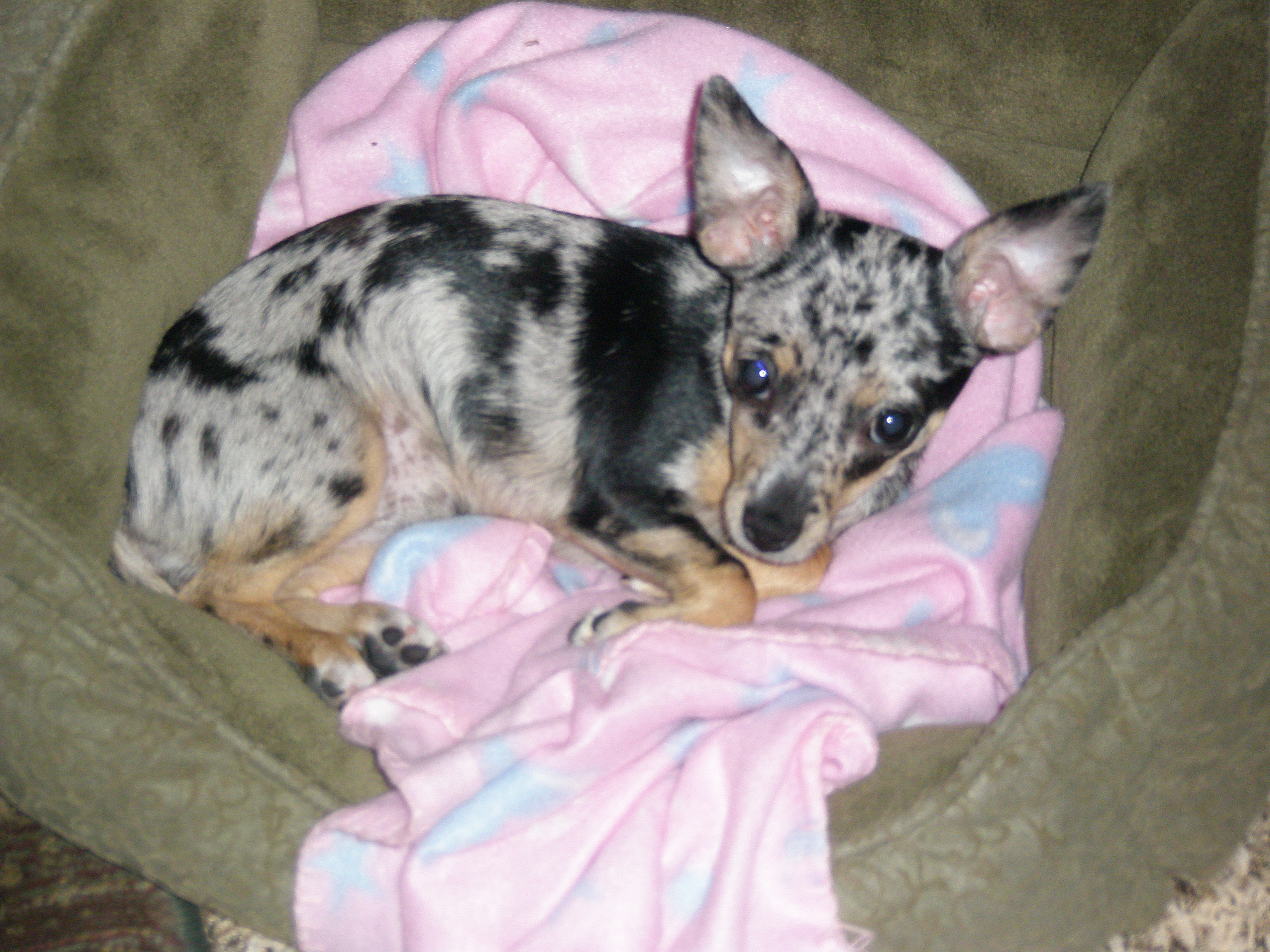
Blue merle Chihuahua
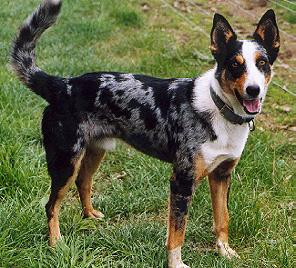
Koolie Australiano merle
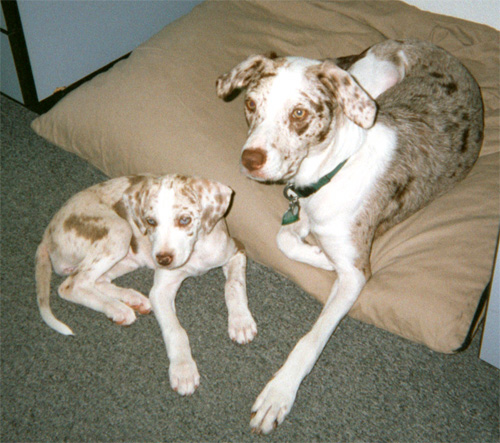
Catahoula cur merle
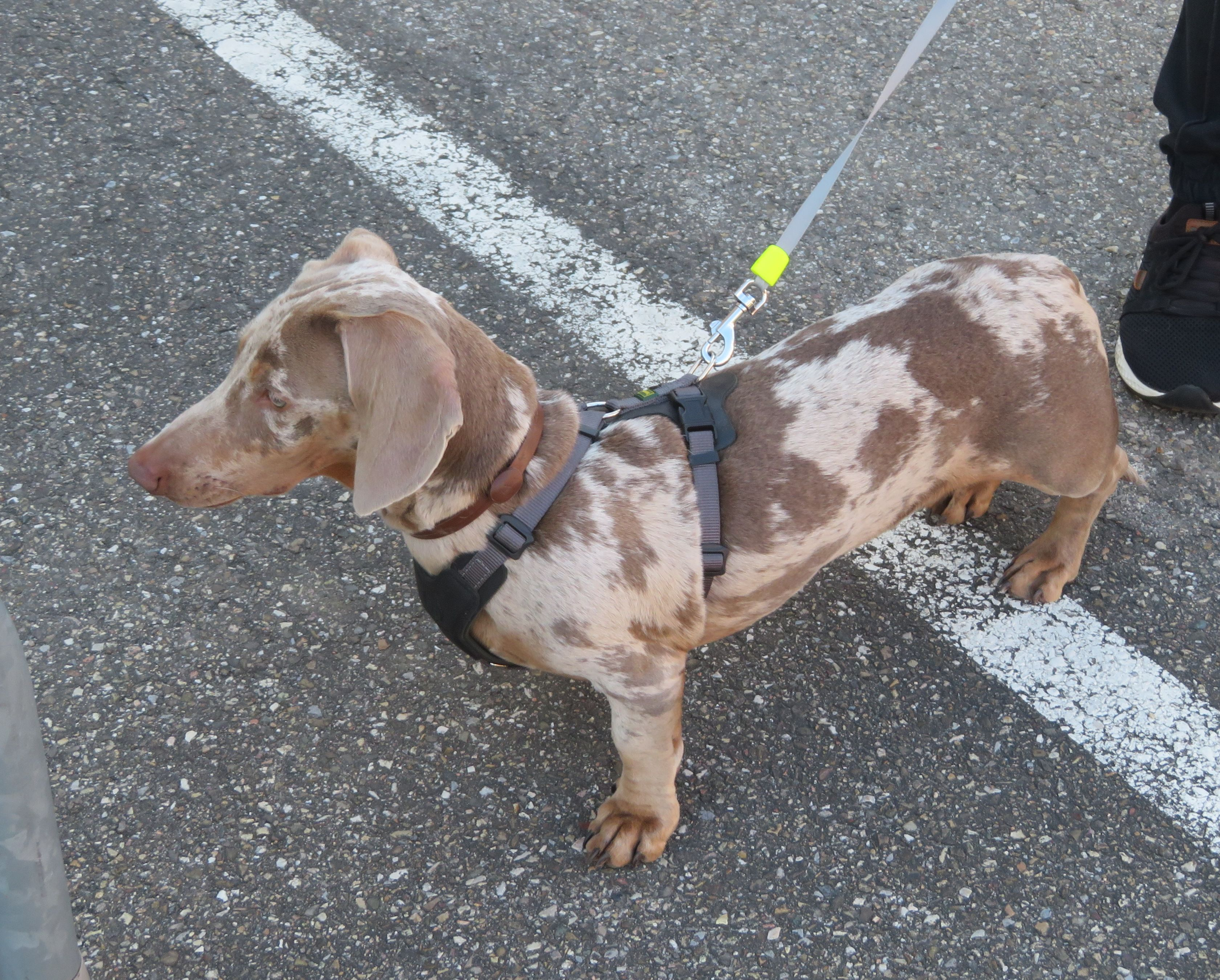
Dachshund merle
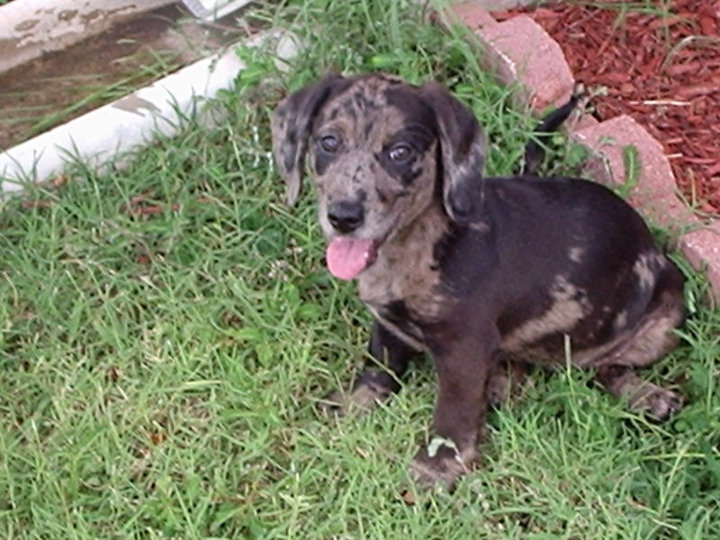
Filhote mestiço de Dachshund com Labrador, merle.
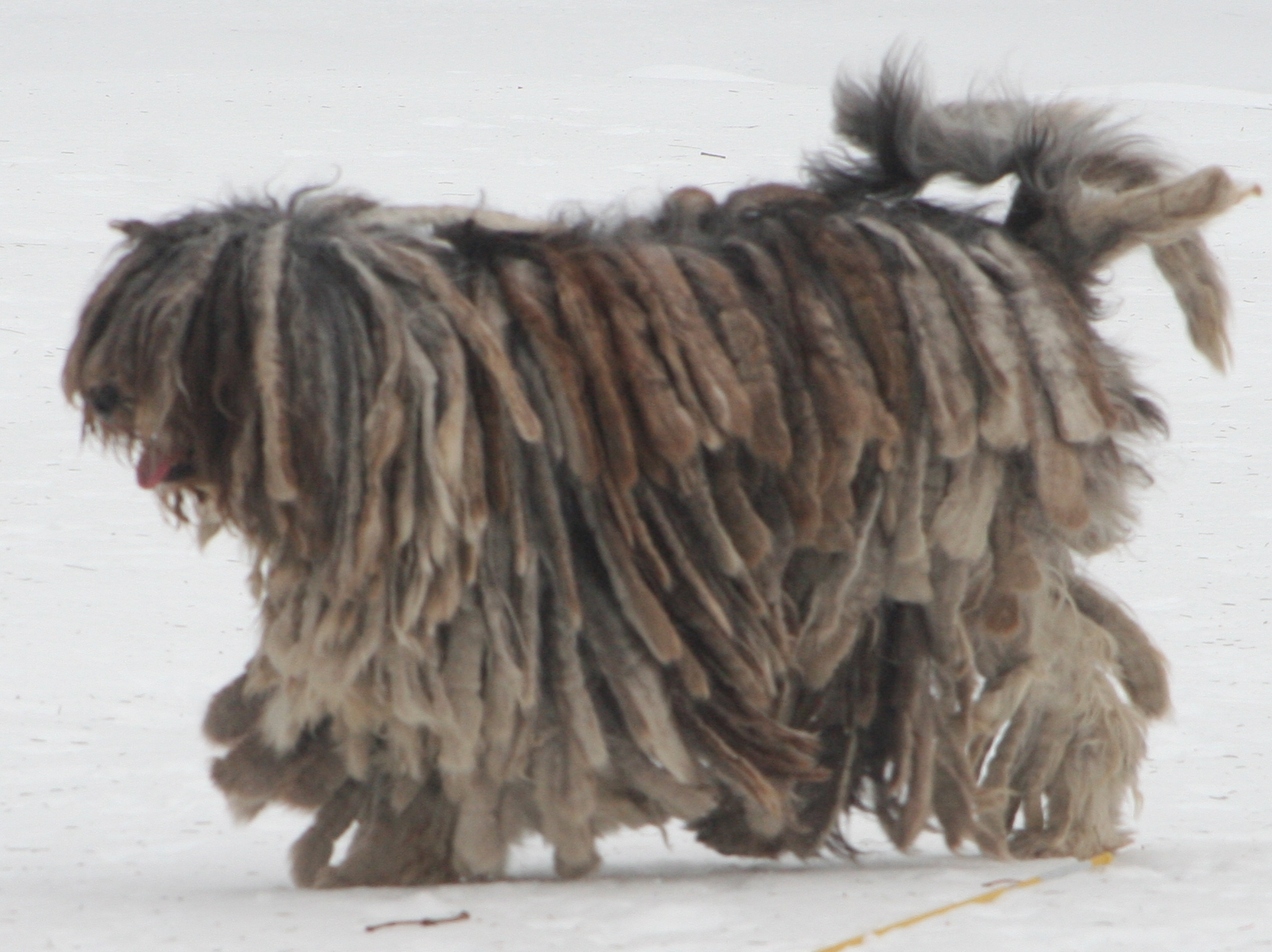
Pastor-bergamasco merle
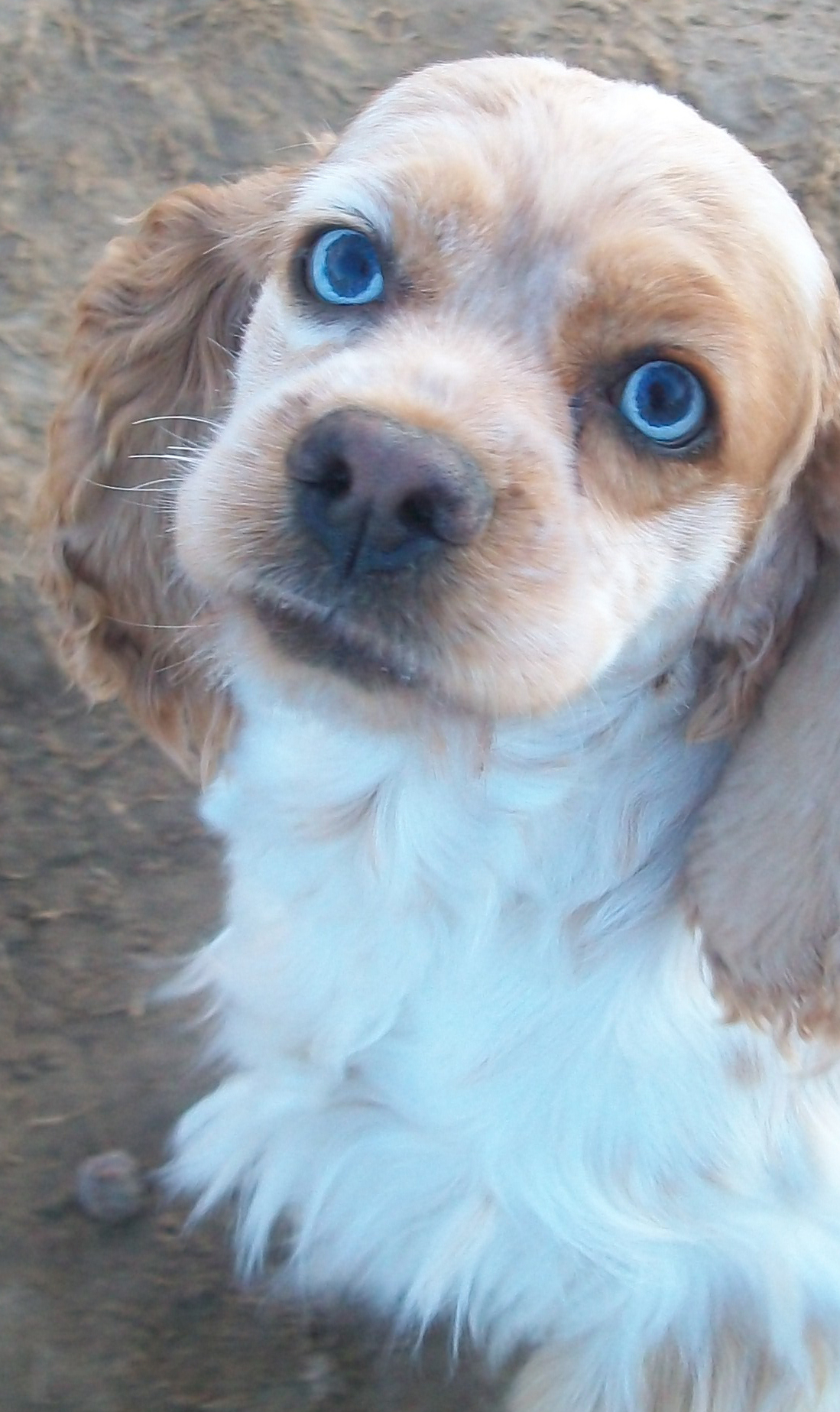
Cocker Spaniel Americano merle
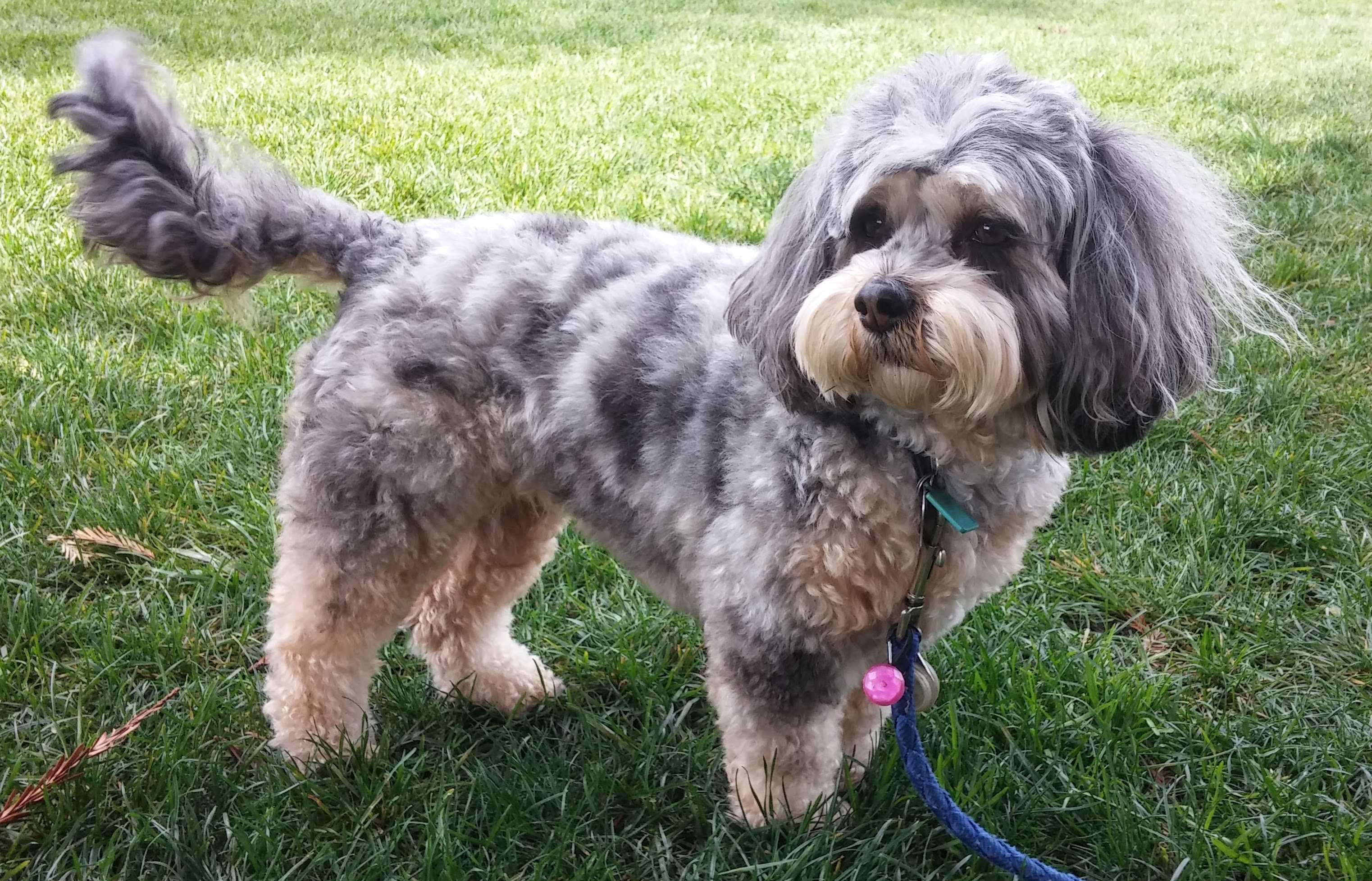
Cockapoo merle
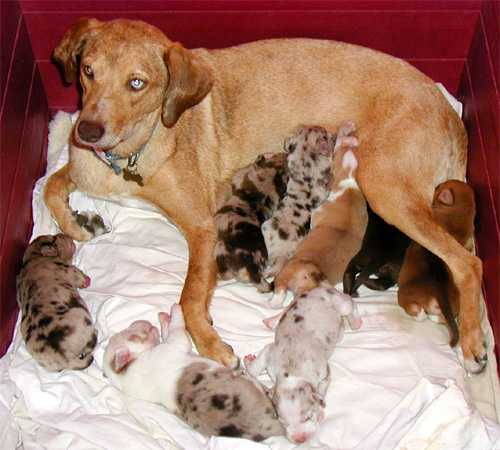
Cadela Catahoula Cur merle e filhotes